# Jakivske
Jakivske (ukrajinsky Яківське, maďarsky Jakuszki) je obec ve vesnické komunitě Poljana v Mukačevském okrese Zakarpatské oblasti Ukrajiny. V roce 2001 zde žilo 335 obyvatel. V obci vyvěrá pramen minerální vody.
Ves podle legendy založili přistěhovalci ze slovenské Izvor-Huty, kteří zde pracovali pro těžbu dřeva. Dřevorubci si pro sebe postavili dočasný domov, poté založili farmu a přestěhovali sem své rodiny. Starousedlíci tvrdí, že ještě ve 30. letech 20. století se výslovnost obyvatel vsi nelišila od slovenštiny. Lidový název vsi – Čechy (v cyrilici Чехи) to potvrzuje.